# Beti Hohler

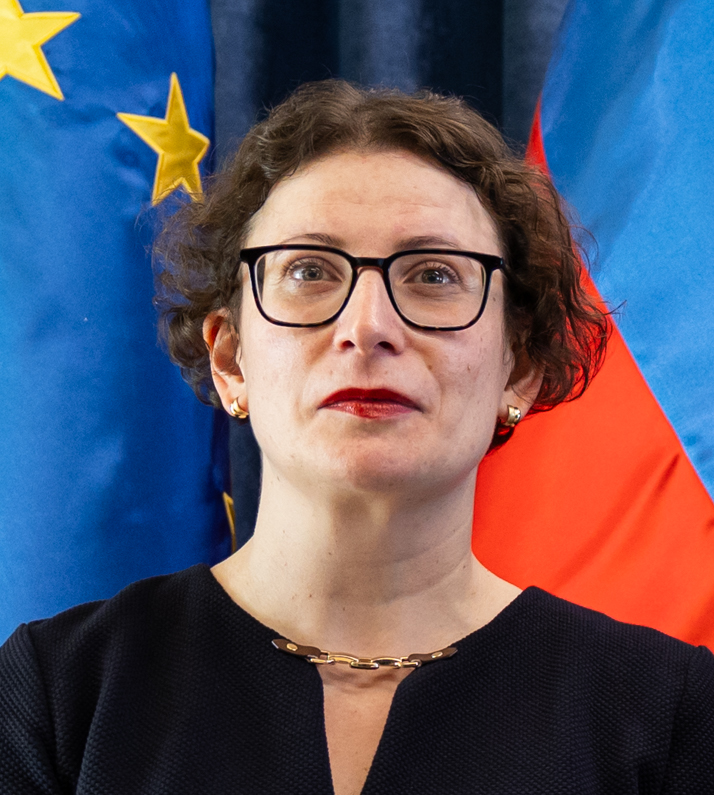
Beti Hohler (2024)

Beti Hohler (* 25. Juni 1981) ist eine slowenische Juristin und Richterin am Internationalen Strafgerichtshof.

## Leben und Wirken
Hohler studierte von 2000 bis 2006 Rechtswissenschaften an der Universität Ljubljana, wo sie 2006 ihren Magistergrad erwarb. Dem schloss sie ein Studium des internationalen und europäischen Rechts an der Universität Amsterdam an, wo sie 2007 in diesen Gebieten den Titel Master of Laws erwarb. Nach einigen Praktika war Hohler ab April 2008 am Berufungsgericht von Ljubljana tätig und lehrte dort im slowenischen Weiterbildungsprogramm für Richter. Von März 2010 bis November 2011 war sie als Rechtsanwältin in einer Kanzlei in Ljubljana tätig und vertrat Mandate über sämtliche Rechtsgebiete hinweg. Anschließend war sie bis 2015 beratend für die Richter der Rechtsstaatlichkeitsmission der Europäischen Union im Kosovo tätig. 2015 wechselte sie an den Internationalen Strafgerichtshof und war dort als Anklägerin tätig. Daneben ist sie Verfasserin zahlreicher fachwissenschaftlicher Beiträge zum Internationalen Strafrecht und ist so etwa Mitkommentatorin in einem in englischer Sprache erscheinenden Standardkommentar zum Römischen Statut. Im Dezember 2023 wurde Hohler zur Richterin am Internationalen Strafgerichtshof ernannt. Sie trat ihre voraussichtlich neunjährige Amtszeit am 11. März 2024 an.